# A MUSIC PROGRAM
A MUSIC PROGRAM（エーミュージックプログラム）は、CBCラジオで毎週日曜日に放送しているラジオ番組。2014年4月6日放送開始。2017年3月26日で最終回を迎える。

## 概要
パーソナリティーの堀井庄一（別名、堀井holy庄一）が日曜日のお昼におしゃれで良質なAクラスの音楽で、普通の音楽番組と一味違う、大人のための懐かしくて心地よい感じで、リッチでリラックスタイムの時間をお届けするラジオ番組。

## パーソナリティー
- 堀井庄一（堀井holy庄一）

## 放送時間
- 毎週日曜 13:00～15:00（デーゲーム中継（CBCドラゴンズサンデー）や特別番組がある場合、短縮、休止の場合もある。）

## 特別番組

### NEW YEAR SPECIAL
2015年1月2日（金）15:00〜20:50の放送。
- 第1部（15:00〜17:00）は通常放送に沿った内容で、羊年にちなんだ選曲や、新春に聴きたいポピュラーソングリクエストなどで構成。
- 第2部（18:00〜20:50）は、2015年に愛・地球博が開幕から満10周年を迎えるのを記念し放送される特別企画「A DECADE OF LOVEARTH」（後述）のキックオフ企画として、万博公式FM局FM LOVEARTHでDJを務めた佐野瑛厘と上野規行をゲストパーソナリティーに迎えた〜A MUSIC PROGRAM NEW YEAR SPECIAL〜A DECADE OF LOVEARTHを放送。当時よく選曲されていた楽曲のオンエアや当時の佐野・上野以外のDJレポーターとの生電話、リスナーから寄せられた万博やLOVEARTHの思い出話などで綴った。

2016年1月1日（金）7:00～11:55、13:00～16;00の放送。
- 第1部（7:00～11:55）と第2部（13:00～16:00）まで「新春に聞きたいポピュラーソングリクエスト」や今年の干支の申年にちなんだポピュラーミュージックをお送りした。

### A DECADE OF LOVEARTH
2015年2月1日〜3月29日の期間限定で、先立って放送された1月の特番に続き万博開幕10周年にちなんだ企画を展開したスペシャルプログラム。FM LOVEARTHにもスタッフで参加していた堀井に加え、前述の特番に出演した佐野と上野の3人がパーソナリティーとして出演。
- 通常回と同様に放送日に誕生日を迎えたアーティストの楽曲を紹介するほか、13時台には毎週FM LOVEARTHのレポーターが1人登場。14時台はLOVE PSYCHEDELICOら万博やLOVEARTHにゆかりのある人たちの声や、佐野・上野がこだわりの選曲を聞かせるコーナーで構成した。
- 3月29日はデーゲーム中継と企画の最終回を受けて、10:00〜12:00と13:00〜13:57の2部にわたるスペシャルプログラムを放送。

## その他
- パーソナリティの堀井は名古屋で活動するフリーのラジオディレクターで、午前中に放送されている『小堀勝啓の新栄トークジャンボリー』でディレクターを務めた直後に、この番組を続けて担当している。